# Graham Hedman
Graham Hedman, född den 6 februari 1979 i Witham, är en brittisk friidrottare som tävlar i kortdistanslöpning.
Hedman deltog vid EM 2006 i Göteborg där han slutade sexa i sin semifinal på 400 meter och tog sig inte vidare till finalen. Vid samma mästerskap ingick han tillsammans med Rhys Williams, Robert Tobin och Tim Benjamin i det brittiska stafettlaget på 4 x 400 meter som slutade tvåa bakom Frankrike.

## Personliga rekord
- 400 meter - 45,84